# Olympique Dcheira
Olympique Dcheira is een Marokkaanse voetbalclub, gevestigd in de Marokkaanse stad Dcheira. De in 1940 opgerichte club komt uit in de Botola 2 en speelt zijn thuiswedstrijden in Stade Ahmed Fana. De traditionele uitrusting van Olympique Dcheira bestaat uit een groen en wit tenue.

## Hoogste nationale prestatie
- Beker van Marokko: 1x

2003/04 – Halve finale
Hassania Agadir · Chabab Rif Al Hoceima · Renaissance de Berkane · Racing de Casablanca · Raja Casablanca · Wydad Casablanca · Difaa El Jadida · CA Khénifra · Olympique Khouribga · Kawkab Marrakech · Rapide Oued Zem · FAR Rabat · FUS de Rabat · Olympique Safi · Ittihad Tanger · Moghreb Athletic Tétouan